# Colura calyptrifolia
Colura calyptrifolia är en bladmossart som först beskrevs av William Jackson Hooker, och fick sitt nu gällande namn av Barthélemy Charles Joseph Dumortier. Colura calyptrifolia ingår i släktet Colura och familjen Lejeuneaceae. Inga underarter finns listade i Catalogue of Life.